# سیارک ۱۹۳۳
سیارک ۱۹۳۳ (به انگلیسی: 1933 Tinchen، نامگذاری:1972AC) هزار و نهصد و سی و سومین سیارک کشف شده‌است که در ۱۴ ژانویه ۱۹۷۲ کشف شد.
قدر مطلق سیارک برابر ۱۲٫۹۰ است.